# Паломар 2
Паломар 2 (Pal 2) — слабое шаровое звёздное скопление в созвездии Возничего. Визуально доступно только в крупные любительские инструменты и выглядит в виде круглого, очень размытого, туманного пятна.
Паломар 2 находится во внешнем гало и расположено гораздо дальше от центра Млечного пути, чем большинство шаровых скоплений. Основная часть их лежит в 20 000 св. лет от центра галактики и, как правило, находятся в созвездиях Стрельца и Змееносца. Но Palomar 2 лежит почти на 100 000 св. лет дальше, хотя и не является самым далёким из известных, однако на галактической долготе 170°, оно расположено почти в противоположном направлении от галактического центра.
Паломар 2 находится вблизи плоскости нашей галактики за завесой пыли. Если бы не было пыли между нами и Паломар 2, скопление выглядело бы на 1,2 величины ярче. Из-за блокирования некоторого света звёзд скопления пылью, оно выглядит гораздо краснее.